# Romilly James Heald Jenkins
Romilly James Heald Jenkins (1907-1969) fue un historiador británico, que realizó diversos estudios sobre el Imperio bizantino y la cultura griega.

## Biografía
Nacido en 1907 en la localidad inglesa de Hitchin, fue autor de obras como Dedalica. A Study of Dorian Plastic Art in the Seventh Century B. C. (Cambridge University Press, 1936); Dionysius Solomós (Cambridge University Press, 1940), sobre el poeta griego Dionisos Solomós; The Dilessi Murders: Greek Brigands and English Hostages (1998 reprint) o Byzantium: The Imperial Centuries A.D. 610-1071 (Random House, 1967); entre otras. Falleció el 30 de septiembre de 1969.